# مارتن فرايدلاند
مارتن فرايدلاند هو محامي ومؤلف وكاتب كندي، ولد في 21 سبتمبر 1932 في تورونتو في كندا.